# DeRuyter (miasto)
DeRuyter – miasto w Stanach Zjednoczonych, w stanie Nowy Jork, w hrabstwie Madison.